# Гиперид
Гиперид (др.-греч. Ὑπερείδης, 390—322 до н. э.), сын Главкиппа — один из десяти аттических ораторов.

## Биография

### Происхождение. Ранние годы
Гиперид родился в семье сына Дионисия Главкиппа в Афинах, был приписан к дему Коллит филы Эгеида. В литературе называют разные даты рождения Гиперида — 390 год до н. э., 389 год до н. э., 389/388 год до н. э.
В молодости учился у Платона и Исократа. В качестве оратора Гиперид занялся адвокатской деятельностью, благодаря которой вскоре приобрёл славу и богатство. В качестве оратора на политическом поприще впервые выступил на процессах, которые привели к изгнанию Каллистрата. Также Гиперид получил известность в качестве обвинителя Аристофонта и Филократа.

### Процесс Фрины
Фрину защищал Гиперид; так как речь его не имела успеха, и судьи явно склонялись к осуждению, то он, выведя Фрину на видное место, разодрал на ней хитон и обнажил её грудь, и этим зрелищем придал такую ораторскую силу своим заключительным стенаниям, что судьи ощутили суеверный страх перед этой жрицей и служительницей Афродиты, и поддавшись состраданию, не обрекли её на казнь. А после этого оправдания было постановлено, чтобы никакой судебный защитник не смел возбуждать жалость в судьях и чтобы никакой обвиняемый или обвиняемая не были выводимы напоказ.
Широкую известность получила история о суде над известной гетерой Фриной. Впервые она была описана у Идоменея из Лампсака, затем через труды Гермиппа попала в сочинения Псевдо-Плутарха, Афинея и других античных авторов. Фрину обвинили в нечестии. Обвинение в асебии в первой половине IV века до н. э. в Афинах было одним из наиболее тяжких. По обвинению в нечестии, среди прочих, к смертной казни приговорили Сократа и жрицу Нинос. Фрину обвиняли в том, что она ввела в Афинах поклонение фракийским богам и сделала свой дом убежищем самого грубого разврата.
Фрина славилась своей красотой, которая, согласно преданию, вдохновила Праксителя на создание скульптуры Афродиты Книдской. Суд над одной из наиболее красивых женщин несомненно привлёк особое внимание жителей города, что и нашло отображение в античных источниках. Пикантность процессу придавало то, что обвинитель Эвфий и защитник Гиперид до этого соперничали за благосклонность Фрины, и если Эвфий был отвергнут, то Гиперид состоял с ней в близких отношениях.
Согласно одной из легенд, которая в тех или иных вариациях приведена у нескольких античных авторов, Гиперид, хоть и выступал с прекрасной речью, проигрывал процесс. Тогда он, в качестве последнего аргумента сдёрнул с подсудимой хитон. Поражённые красотой Фрины судьи вынесли оправдательный приговор.
Описание процесса может быть воспринято как одна из красивых античных легенд. В целом, по мнению историка И. Е. Сурикова, эпизод с Фриной является историчным, хотя и может содержать некоторые неточности в деталях. Версия о том, что обнажённая Фрина сама молила о милосердии противоречит практике судопроизводства в Древних Афинах. Женщина, да ещё и не обладающая правами гражданства, не имела права выступать на суде.

### От битвы при Херонее до Демадова мира
После поражения греков в битве при Херонее в 338 году до н. э., Гиперид выступал за продолжение войны. Он предложил дать гражданские права неполноправным жителям Аттики метэкам, освободить рабов, а женщин, детей и городские святыни перевезти в Пирей, чтобы усилить оборону. Столь революционная для описываемого времени инициатива была отклонена. Оратор Демосфен впоследствии высоко оценивал предложение Гиперида: «постановление Гиперида в гораздо большей степени соответствовало законам и справедливости … Ведь то постановление было равным для всех граждан и касалось их общих интересов … Постановление Гиперида должно было предотвратить заключение мира, согласно которому во главе государства становится один человек.» Впоследствии на него за столь радикальное предложение оратор Аристогитон подал жалобу на противозаконие, но суд оправдал Гиперида. На упрёки, что в своей псефизме Гиперид нарушил множество законов, оратор отвечал, что «македонское оружие мешало ему их [законы] увидеть», а предложение написал не он, а битва при Херонее. По другой версии, фраза прозвучала на Народном собрании. На упрёк, что Гиперид хочет нарушить законы, он парировал: «За лязгом македонского оружия нам уже не слышно законов!» Подобные фразы приписывали также другому афинскому оратору Демаду.
В 335 году до н. э. Александр Македонский вёл войну во Фракии с трибаллами. Когда в Греции распространился слух о гибели царя, восстали фиванцы и осадили македонский гарнизон в Кадмее. На этом фоне афиняне приняли решение о поддержке Фив и начали готовиться к предстоящей войне. Однако дело до их прямого участия в противостоянии с македонскими войсками не дошло. Плутарх утверждал, что проявить благоразумие афинян убедил Фокион. После подавления фиванского восстания и разрушения города Александр потребовал выдачи 8 или 10 афинских политиков, среди которых был и Гиперид. Когда афиняне узнали о судьбе Фив, то прервали празднование Элевсинских мистерий и, по предложению Демада, отправили к Александру посольство. В античных источниках приведено два рассказа. Согласно Плутарху, Александр, получив постановление афинян, «швырнул его на землю, повернулся к послам спиной и бросился прочь». Арриан писал, что Александр милостиво принял афинян, но потребовал выдачи оппозиционных политиков и ораторов. По сути, посольская миссия афинян провалилась. Ситуацию исправил Демад. По его предложению Народное собрание приняло псефизму, в которой народ просил Александра простить тех, кто вызвал царский гнев, и обещал наказать виновных по закону. Демад с Фокионом сумели убедить Александра принять просьбу своих сограждан. В изгнание по настоянию царя был отправлен лишь один Харидем. И Плутарх, и Диодор Сицилийский утверждали, что Демад получил от Демосфена и его сторонников, к которым относился и Гиперид, пять талантов за свои посреднические функции.
Во время процесса Гарпала Гиперид обвинил Демосфена в получении взятки в двадцать талантов.

### Ламийская война
В 323 году до н. э. перед началом Ламийской войны против македонской гегемонии афиняне поручили Гипериду возглавить посольство на Пелопоннес с призывом присоединиться к войне. Согласно Юстину, Гиперид своим красноречием убедил Сикион, Аргос, Коринф и другие государства вступить в войну. Начало войны было благоприятным для греков. Военачальник греков Леосфен не только добился нескольких побед, но и смог запереть основную македонскую армию под командованием Антипатра в Ламии. Во время осады города Леосфен погиб от метко брошеного камня или копья. На похоронах Леосфена Гиперид произнёс траурную речь в честь павших в войне афинян, которая дошла до наших дней. Произнесение траурной речи погибшим во время войны государственный совет поручал гражданину, который не только занимал высокое социально-административное положение, но и пользовался большим авторитетом у сограждан. На 322 год до н. э. такую почётную, хоть и печальную, обязанность поручили Гипериду. По утверждению Диодора Сицилийского, на тот момент он был «наилучшим из ораторов в красноречии и враждебности по отношению к македонянам».
После гибели Леосфена ход войны изменился. В начале августа или сентября 322 года до н. э. македоняне в битве при Кранноне разбили греков. Поражение было неполным, а потери невелики (Диодор Сицилийский оценивает их в 500 человек). Также бо́льшая часть войска греков отошла на близлежащие возвышенности. Греческие военачальники Антифил с Меноном на военном совете решили не дожидаться подкреплений, а начать переговоры о мире и отправили к македонскому наместнику Антипатру своих послов. Историк И. Г. Дройзен считал, что попытка переговоров нанесла грекам больший вред, чем само поражение при Кранноне. Она символизировала недостаток решимости продолжать борьбу и свидетельствовала об упадке морального духа среди греков, потерю веры в победу. Антипатр отклонил предложения Антифила и Менона и заявил, что будет заключать мир с каждым конкретным греческим полисом на особых условиях. После такого ответа каждый из полисов задумался о заключении сепаратного мира с Македонией и, в то же время, стал подозревать других в таких переговорах.
После битвы при Кранноне македоняне стали захватывать один за другим фессалийские города, которым греческие военачальники не могли оказать никакой помощи. К тому же Антипатр предусмотрительно предлагал им мягкие условия сепаратного мира. В результате Афины оказались изолированными и македонская армия направилась к городу. На этом фоне к македонянам отправили посольство во главе с Демадом. Антипатр среди прочего потребовал выдачи Гиперида и Демосфена. Плутарх утверждал, что Гиперид и Демосфен бежали из города, а затем Народное собрание в Афинах было вынуждено вынести им смертный приговор. Историк И. Е. Суриков считал, что инициатором осуждения на казнь мог быть промакедонский политик Демад, таким образом устраняя конкурентов на политической арене. Л. П. Маринович, напротив, подчёркивала, что решение о казни Гиперида и Демосфена было принято в Македонии, а в Афинах должны были лишь его утвердить. В этом контексте запоздалую реакцию Народного собрание, собранного после бегства антимакедонских политиков, можно воспринимать в качестве попытки Демада спасти своих оппонентов.

### Гибель
Антипатр выслал за беглецами отряд под командованием «охотника за головами» Архия. Гиперида обнаружили на Эгине в святилище Эака либо Посейдона, после чего выволокли из храма и отправили к Антипатру в Клеоны или Коринф. Там его и казнили предварительно вырезав язык. По другой версии, во время пыток Гиперид сам откусил себе язык, чтобы не выдать никаких государственных тайн.

## Личная жизнь
Гиперид происходил из богатой семьи и представлял класс наиболее зажиточных жителей Афин. Он владел по меньшей мере двумя домами — в Афинах и Элевсине, а также серебряными рудниками в Бесе. О богатстве Гиперида свидетельствует снаряжение им нескольких кораблей для борьбы с македонянами.
Согласно античным источникам, Гиперид вёл разгульную жизнь, хоть и имел законного сына Главкиппа, который родился около 359 года до н. э. Гиперид состоял в связи с самыми известными и дорогими афинскими гетерами. Согласно Афинею и Псевдо-Плутарху, которые приводят информацию из трудов Идоменея из Лампсака, после Фрины Гиперид взял в любовницы «самую дорогую из продажных женщин», Миррину, ради которой выгнал из дома сына Главкиппа. Одновременно с Мирриной Гиперид содержал Аристагору в Пирее и Филу в Элевсине. Фила была родом из Фив, после разрушения которых Александром Македонским в 335 году до н. э. попала в рабство. Гиперид не только выкупил девушку за громадную сумму в двадцать мин из публичного дома Никареты, но освободил и сделал домоправительницей своего поместья в Элевсине. Судя по фрагменту из речи Исократа, который несомненно касался Гиперида: «они не только не порицают лиц, покупающих себе женщин за 20 или 30 мин (женщин, которые в дальнейшем промотают всё состояние своих любовников) …» — такое решение дорого стоило политику.
Д. Дэвис при описании персонажа сетует, что не сохранилось ни одной судебной речи против Гиперида, что лишает историков важного источника информации о его жизни. Богатые и влиятельные личности в Древних Афинах часто становились фигурантами судебных процессов, которые инициировали как их политические соперники, так и профессиональные доносчики сикофанты. Гиперид предпочитал откупаться от их внимания. Плутарх даже передаёт анекдотический ответ на соответствующий упрёк: «Во всяком случае, меня поймали за тем, что я даю деньги, а не беру их».

## Оценки
Это был жуир, знаток в гастрономии и интимный друг красивых гетер; одной из знаменитейших его речей была защита Фрины от обвинения её в кощунстве. Как оратора, иные в древности ставили его ещё выше Демосфена: по простоте, естественности и прозрачной ясности своего стиля он более всего напоминает Лисия, хотя, соответственно вкусу времени, его периоды построены несравненно искуснее. Зато он был лишён потрясающей силы демосфеновского красноречия и далеко уступает в грациозности Эсхину и в полнозвучности торжественным речам Исократа.
Гиперид получил репутацию одного из наиболее убеждённых афинских демократов, даже более радикального чем Демосфен. Он выступал за решительную борьбу с македонянами, клеймил сторонников мира как предателей и агентов врага, что повлияло на оценки промакедонских афинских политиков как античными, так и современными историками. На этом поприще борьбы с македонской гегемонией Гиперида могут представлять не самостоятельным политиком, а одним из сторонников более известного Демосфена, что не соответствует действительности. Во время процесса Гарпала Гиперид обвинил Демосфена в получении взятки. При чтении сохранившегося фрагмента выступления Гиперида создаётся впечатление, что тот был искренне возмущён действиями политика, которые бросили тень на всех государственных деятелей в полисе.
Историк К. Ю. Белох назвал Гиперида лучшим адвокатом Древних Афин. В жесте с публичным раздеванием Фрины можно увидеть особое остроумие. Таким образом Гиперид выступил новатором, использовав при выступлении невербальные формы общения. Также не исключено, что адвокат играл на религиозных чувствах. Созерцание прекрасного επόπτεια было частью древнегреческой религии.
Цицерон при оценках ораторского мастерства своих предшественников писал: «Как отличны друг от друга их наклонности и свойства! У Исократа изящество, у Лисия простота, у Гиперида остроумие, у Эсхина звучность, у Демосфена сила. Разве они не прекрасны? И разве они хоть сколько-нибудь похожи друг на друга?» Квинтилиан также признавал за Гиперидом «приятность слога и остроту разума», но подчёркивал их поверхностность, отсутствие глубины мысли. Как мастера красноречия древние греки ставили Гиперида чуть ли не на второе место после Демосфена.

## Наследие
Согласно Псевдо-Плутарху, Гипериду приписывали семьдесят семь речей, из которых лишь 52 александрийские филологи считали подлинными. Из них практически полностью сохранились шесть, остальные известны лишь по названиям и фрагментам той или иной длины. Процесс восстановления наследия Гиперида не завершён. Часть отрывков из речей Гиперида было обнаружено в 1847 и 1856 годах в папирусах Египта. В 2002 году Натали Чернецкая из Тринити-колледжа в Кембридже обнаружила в « Палимпсесте Архимеда» фрагменты двух речей Гиперида, которые считались утерянными . Это были речи «Против Тимандроса» и « Против Дионда» . Открытие Чернецкой было опубликовано в Zeitschrift für Papyrologie und Epigraphik . Была создана рабочая группы под эгидой Британской академии, в которую вошли ученые из Великобритании, Венгрии и США. В 2018 году на папирусе из Геркуланума был обнаружен отрывок из другой речи Гиперида («Против посланников Антипатра»).
Для сохранившихся шести речей Гиперида нет строго установленного порядка нумерации. Их могут датировать либо в порядке обнаружения, либо по предполагаемому хронологическому принципу, которому и отдано предпочтение в данной статье.
VI. Речь, в честь афинян, павших в Ламийской войне (Эпитафий)
Речь была произнесена в 322 году до н. э. Упоминания о речи присутствуют у Псевдо-Плутарха («Он присоединился к Леосфену в Ламийской войны, и произнес замечательную речь на похоронах тех, кто отдал свои жизни в ней») и Диодора Сицилийского («Афиняне для произнесения надгробной речи вызвали Гиперида, наилучшего из ораторов в красноречии и враждебности по отношению к македонянам»).
Речь представляет коллективную похвалу воинам погибшим во время Ламийской войны в защиту родины. Задачей Гиперида были восхваление и героизация погибших. В отличие от подобных эпитафий других ораторов Гиперид, хоть и упомянул славное военное прошлое Афин, не заострял внимание на этой теме. Одновременно он особо отметил культурное влияние полиса. Знаменитость приобрёл фрагмент речи, в котором Гиперид сравнил благодеяния, которые Афины оказывали Греции с благами, которыми земля обязана Солнцу. В отличие от все других подобных речей, которые представляли коллективную похвалу всем погибшим, Гиперид значительную часть выступления уделил достижениям военачальника Леосфена. В речи, впервые за историю жанра коллективной похвалы погибшим, заслуги были приписаны одному человеку. Оратору удалось найти баланс между традиционной идеологией коллективизма и желанием подчеркнуть роль конкретного человека. Тем самым Гиперид затронул тему роли личности в истории.
Также новаторством Гиперида стало возвеличивание погибших по сравнению с героями прошлого. Если до этого ораторы говорили, что погибшие воины не посрамили памяти своих великих предков, то Гиперид назвал их более великими по сравнению с мифологическими героями Троянской войны, военачальниками Мильтиадом и Фемистоклом.
В защиту Фрины
В собрании сохранившихся речей и их фрагментов в «Minor Attic orators» из классической серии Loeb classical library приведено лишь два фрагмента из речи «В защиту Фрины», которые не дают возможности оценить отмеченные античными авторами «грациозность», «изящество», «кажущуюся простоту», «сарказм», «иронию» и «способность вызывать жалость». Квинтилиан упоминает латинский перевод речи Марком Валерием Мессалой Нигером. По мнению П. О`Коннелла описание Элевсинских мистерий в «Ономастиконе» Юлия Поллукса является переносом текста из речи Гиперида в античный энциклопедический словарь.

## Публикации сочинений
Впервые одна из речей Гиперида была переведена на русский язык ещё в середине XIX века (Иперида речь за Евксениппа / Текст по изданию Шнейдевина, пер. и примеч. И. Штейнмана. СПб., 1856). Впоследствии речи Гиперида были переведены Л. М. Глускиной и опубликованы в Вестнике древней истории в 1962 году, а затем переизданы в 2013 году в составе сборника речей древнегреческих ораторов.
Тексты и переводы
- Издание в серии «Loeb classical library» (под № 395): Minor Attic orators. Vol. II.. 1962. Ликург. Динарх. Демад. Гиперид.
- Издание в серии «Collection Budé»: Hypéride. Discours. Texte établi et publié par G. Colin. 2e tirage 2003. 436 p. ISBN 978-2-251-00169-2

Исследования:
- Шварц А. Н. Речь Гиперида за Евксениппа. Исследование. М., 1875. 173 с.
- Шварц А. Н. Новые отрывки речей Гиперида. М., 1892. 39 с.

## В искусстве
Эпизод с Фриной нашёл отображение в картине «Фрина перед Ареопагом», Жан-Леона Жерома. Этот античный сюжет, когда адвокат сдёргивает одежду с подсудимой, стал уместным прецедентом для оправдания стиля ню в искусстве. Художник намеренно перенёс место действия из народного суда гелиэи в Ареопаг. Его целью стало изобразить эмоции не шести сотен народных судей гелиастов, а тридцати архонтов. В лицах судей представлены самые разнообразные чувства от гнева до восхищения при взгляде на обнажённое прекрасное женское тело.

### Исследования
- Белох К. Ю. Греческая история: в 2 т. / пер. с нем. М. О. Гершензона; под ред. и со вступ. ст. Ю. И. Семёнова.. — М.: Государственная публичная историческая библиотека России, 2009. — Т. 2: Кончая Аристотелем и завоеванием Азии. — ISBN 978-5-85209-215-1.
- Гаспаров М. Л. Занимательная Греция: Рассказы о древнегреческой культуре. — М.: Новое литературное обозрение, 1998. — 384 с. — ISBN 5-86793-047-5.
- Дройзен И. Г. История эллинизма. — Ростов-на-Дону: Феникс, 1995. — Т. 2. — 544 с. — ISBN 5-85880-079-3.
- Зотов Д. Визуальный аргумент // Судебная власть и уголовный процесс. — 2018. — № 4. — С. 123—124. — ISSN 2310-4813.
- Кудрявцева Т. В. Сикофанты и афинская демократия // Вестник древней истории. — М.: Наука, 2007. — Вып. 261, № 2. — С. 174.
- Кудрявцева Т. В. Демад: Pacis Suassor, Belli Disuassor // Вестник Санкт-Петербургского университета. История. — СПб., 2016. — № 4. — С. 159—173. — ISSN 2541-9390.
- Маринович Л. П. Глава 4. Конец классической Греции (Ламийская война) // Эллинизм: экономика, политика, культура. — М.: Наука, 1990. — С. 103—140.
- Маринович Л. П. Р. BRUN. L'orateur Demade. Essai d'histoire et d'historiographie (Ausonius publications. Scripta Antiqua. 3). Bordeaux, 2000. 199 р. // Вестник древней истории. — М.: Наука, 2004. — Вып. 249, № 2. — С. 228—233.
- Межерицкая С. И. Древнегреческие надгробные речи частным лицам и риторический канон // Индоевропейское языкознание и классическая филология. — М.: ИЛИ РАН, 2012. — № 16. — С. 486—521. — ISSN 2306-9015.
- Суриков И. Е. Античная Греция: политики в контексте эпохи. На пороге нового мира. — М.: Русский фонд содействия образованию и науке, 2015. — 392 с. — ISBN 978-5-91244-140-0.
- Суриков И. Е. Фрина, обнажённая Гиперидом, или риторика жеста в античных Афинах (к вопросу о невербальных элементах дискурса) // Вестник древней истории. — М.: Гаугн-Пресс, 2018. — Т. 78, № 3. — С. 519—544. — ISSN 0321-0391.
- Шофман А. С. Распад империи Александра Македонского / Печатается по постановлению редакционно-издательского совета Казанского университета. Отв. редактор В. Д. Жигунин. — Казань: Издательство Казанского университета, 1984.
- The Courtesan`s Arts. Cross-Cultural Perspectives (англ.) / edited by Martha Feldman and Bonnie Gordon. — New York: Oxford University Press, 2006. — ISBN 978-0-19-517028-3.
- Davies J. K.[англ.]. Athenian Propertied Families 600—300 BC (англ.). — Oxford: Clarendon Press, 1971.
- Dmitriev S. The Orator Demades (англ.). — New York: Oxford University Press, 2021. — 336 p. — ISBN 9780197517826. — doi:10.1093/ oso/ 9780197517826.001.0001.
- Heckel W. Hypereides // Who's Who in the Age of Alexander the Great: Prosopography of Alexander's Empire (англ.). — Malden; Oxford; Carlton: Blackwell Publishing, 2006. — P. 141. — ISBN 1-4051-1210-7.
- O’Connell P. Hyperides and Epopteia: A New Fragment of the Defense of Phryne (англ.) // Greek, Roman, and Byzantine Studies[англ.]. — 2013. — Vol. 53. — P. 90—116. — ISSN 2159-3159.
- Cooper C. Hyperides and the Trial of Phryne (англ.) // Phoenix. — Classical Association of Canada, 1995. — Vol. 49, no. 4. — P. 303—318. — doi:10.2307/1088883. — JSTOR 1088883.